# Домінуюча меншість
Домінуюча меншість (також іноземна еліта) — расова, релігійну та/або етномовна меншість, яка зосередила в своїх руках диспропорційно велику, а іноді і переважне політичне, економічне або культурне панування в країні чи області незважаючи на невелику абсолютну і/або відносну чисельність. Поява етнічно окреслених владних еліт найбільш характерно для епохи колоніалізму як наслідок колоніальної ментальності, хоча сам феномен домінуючої меншини в більшій чи меншій мірі спостерігався і спостерігається у всі часи існування людства.

## Історія
Уряди білої меншості здобули популярність у південних американських штатах в XIX столітті, в ПАР і Родезії в XX столітті. У даних ситуаціях влада білої меншості підтримувалася яскраво вираженою юридичної та побутової сегрегації (апартеїд), економічним примусом, експропріацією землі і засиллям поліції, регулюючої міграційні потоки. У ряді країн Латинської Америки, в португальських колоніальних територіях Африки європейці також сформували еліту, але в основному за допомогою відносно м'якою культурної асиміляції і метисації.

## Приклади
- Азербайджанці в Сефевідському Ірані
- Білі в ПАР
- Білі бразильці
- Серби в Югославії
- Серби в Косово
- Франкоалжирці
- Філіппінські китайці
- Індонезійські китайці
- Китайці в Малайзії
- Мусульмани-суніти, в Бахрейні
- Християни в Лівані
- Алавіти в Сирії
- Метиси і мусульмани в Східному Тиморі
- Американо-ліберійці в Ліберії
- Кальдоші в Новій Каледонії
- Індійці в Чорній Африці
- Тутсі в Бурунді
- Араби в Іракському Курдистані

Часто певна меншість домінує лише в певній ніші країни або регіону. В Російської Лівобережній Україні XIX століття російська меншина домінувало у військово-адміністративному апараті, поляки становили основу помісного дворянства, євреї — більшу частину міщан і торговців, а демографічно переважали українці становивши численну залежну селянську масу. У ХХ столітті росіяни домінували в промислово-міському секторі Казахської РСР та інших Середньоазійських республік, але їх вплив в місцевій політичній влади та адміністративних інститутах був низьким. Англо-квебекці довгий час домінували в політичному, економічному, культурному і мовному аспектах історично франкомовного Квебеку. Але Тиха революція 1960-х років позбавила їх спочатку політичного, потім економічного і, нарешті, колишньої культурно-мовної могутності до кінця 1970-х. В Зімбабве, колись найбагатшої країні Африки, що процвітали перш білі фермери перетворені урядом Роберта Мугабе в переслідувану меншість, внаслідок чого промисловість і сільське господарство повністю зруйновані, країна занурилася у вир безробіття й злиднів, а зараження СНІДом досягло катастрофічних розмірів. Спостерігається подальший занепад колишньої могутності раніше домінувавших білих в ПАР і китайців в Малайзії.